# 미네르바
미네르바(Minerva, 에트루리아어: Menrva/멘르바)는 지혜와 군사 전술을 관장하는 로마의 여신이자 예술, 무역, 전략의 후원자이다. 기원전 2세기부터, 로마인들은 그리스 여신 아테나와 미네르바를 동일시 여겼지만, 로마인들은 그리스인들과는 달리 여신의 전투와 군사적 관계를 강조하지 않았다.
아테나와 관련한 그리스 신화를 따라, 미네르바는 유피테르에게 집어삼켜진 메티스의 자녀이며, 아버지의 머리에서 마법의 방패 '이지스'를 들고 갑옷을 입은 완전 무장한 상태로 나타났다. 유피테르는 티탄인 메티스를 강제로 임신시켰고, 이로 인해서 메티스는 유피테르에게서 달아나기 위해 모습을 바꿨다 (변신). 그러자 유피테르는 자신의 친자식이 그가 사투르누스에게, 사투르누스가 카엘루스에게 했던 거처럼 그를 신들의 왕이라는 자리에서 몰아낼 것이라는 예언을 떠올렸다.
자신의 자식이 남자로 태어나고, 자신보다 강해져, 자신의 자리에서 천상을 지배할 것이라는 두려움에 빠진, 유피테르는 메티스를 파리로 변하게 속여 통째로 삼켜버린다. 메티스는 유피테르의 몸 안에 있는 동안에 미네르바를 낳았고 아이를 위한 무기와 갑옷을 주조했다. 이 이야기의 일부 버전에서는, 메티스는 유피테르의 지혜의 원천으로서 그의 마음 속에서 계속 살았다. 다른 버전에서는 메티스가 미네르바의 탄생을 위한 단순한 그릇이었다고 한다. 지속적인 요동치고 울리는 소리는 유피테르를 고통스럽게 했다. 이 고통을 없애기 위해, 불카누스는 유피테르의 머리를 쪼개려고 망치를 사용했고, 그 틈에서 미네르바가 완전 무장한 어른의 모습으로 나타났다.
미네르바는 시, 의학, 지혜, 상업, 직조, 공예를 관장하는 처녀 신이기도 했다. "미네르바의 부엉이"라 보통 불리는 신수와 같이 종종 묘사되며, 이 부엉이는 빈도가 드물기는 하지만 뱀, 올리브 나무와 더불어 지혜와 지식에 대한 미네르바의 관계를 상징시킨 것이다.

## 로마와 이탈리아에서 숭배

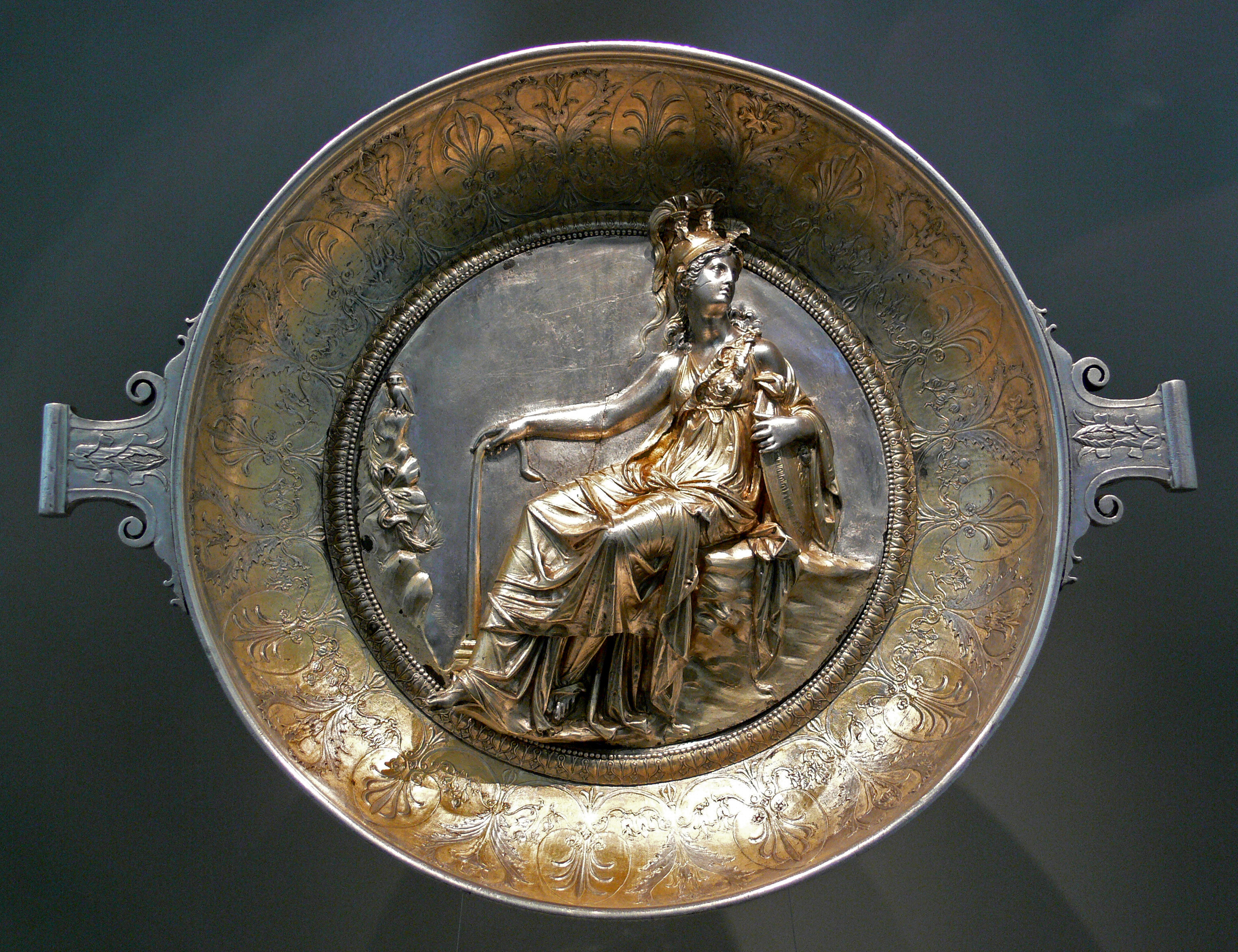
기원전 1세기, 금박을 입힌 로마의 은제 그릇의 미네르바의 부조

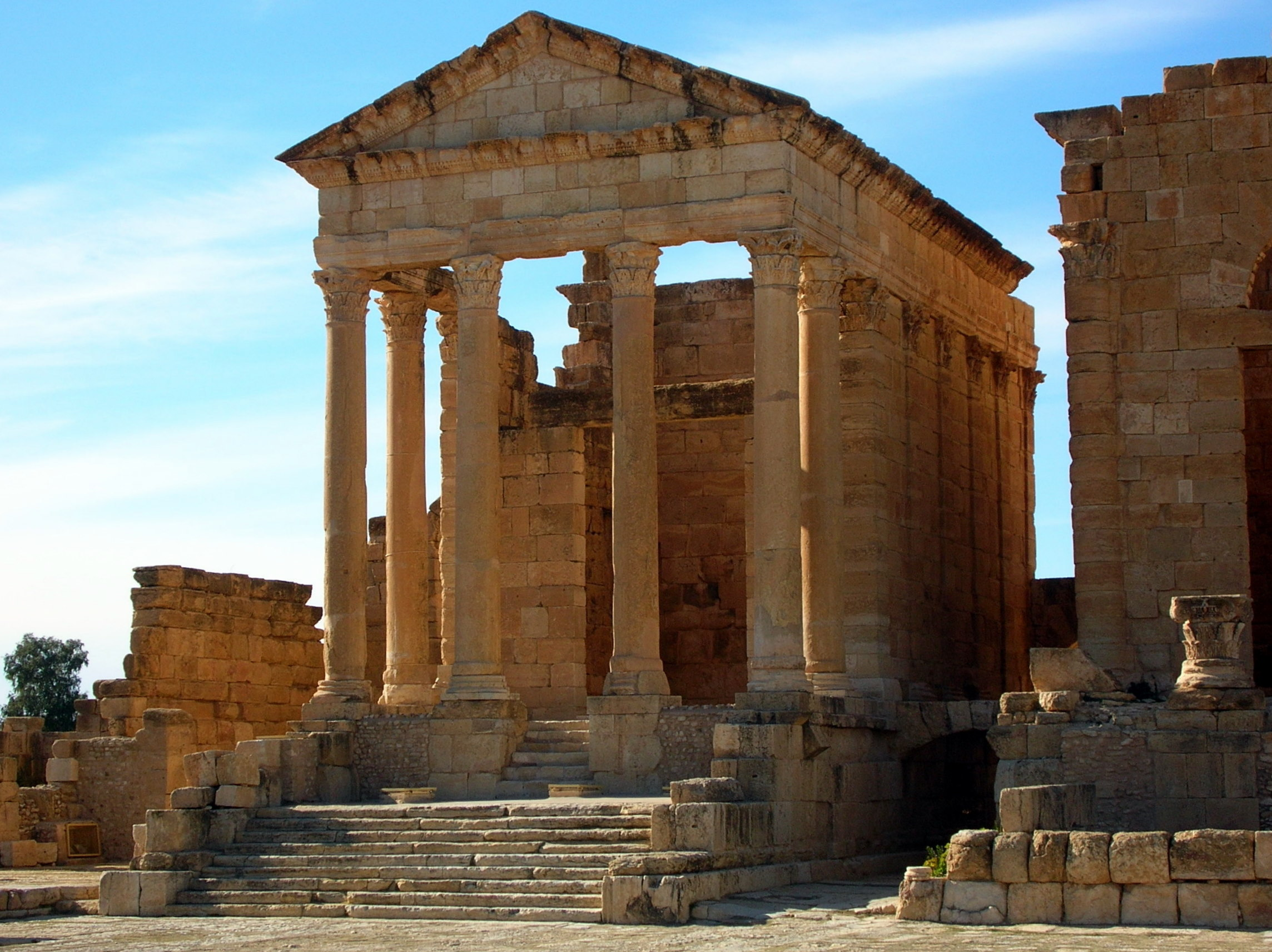
튀니지 스베이틀라에 있는 미네르바 신전

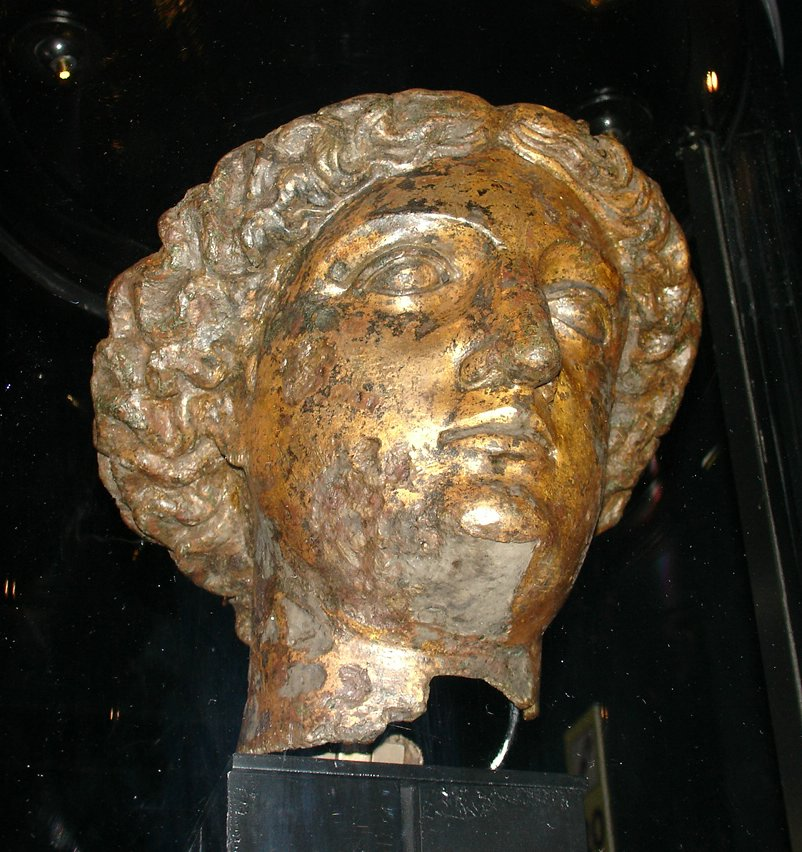
바스에 있는 로만 바스 유적지에서 발견된 "술리스-미네르바"의 머리

미네르바는 로마시의 일부 장소에서 숭배되었으며, 특히 카피톨리누스 삼신의 일부로 주로 숭배됐다. 미네르바 메디카 신전, 현재는 산타 마리아 소프라 미네르바가 차지하고 있는 터에 기원전 50년 폼페이우스가 세운 신전인 "델루브룸 미네르바이"에서도 숭배됐다.
로마인들은 중성 명사로 퀸쿠아트리아라고 불리며, 3월의 이데스 19일 이후로 5일 간 진행되는 장인들의 기념일인 미네르바의 축제를 기념했다. 이 보다 규모가 작은, 미누스쿨라이 퀸쿠아트리아 (Minusculae Quinquatria)가 6월 13일인 6월의 이데스에 종교에서 유용한 역할을 했던 플룻 연주자들의 주도로 열렸다. 기원전 207년에, 시인들과 배우들의 길드가 논의 및 봉헌 제물을 목적으로 아벤티누스 언덕에 있는 미네르바 신전에서 결성됐다. 이들 중에는 리비우스 안드로니쿠스도 포함되어 있었다. 아벤티누스의 미네르바 성소는 로마 공화정 중기에도 계속해서 예술의 중심지가 되었다.
미네르바 메디카 (Minerva Medica)로서, 미네르바는 의학과 의사들의 신이었다. 미네르바 아카이아 (Minerva Achaea)로서는 풀리아의 루케라에서 숭배됐으며, 그곳에서는 디오미데스의 봉헌 제물과 무기들이라고 전해지는 것들이 미네르바의 신전에서 보관되고 있었다.
미네르바 숭배는 제국 전역에 퍼져나가기도 했다. 그 예시로 영국에서는 절도로 인한 보상을 바라는 기원을 받은 토착 신인 술리스와 혼합되었다.
행사력 제3권에서, 오비디우스는 미네르바을 "1천개 일의 여신"이라 칭했다. 미네르바는 이탈리아 전역에서 숭배됐고, 마침내 그리스 여신 아테나와 동일시 되면서, 전투의 여신도 되었다. 전쟁의 신 마르스와는 달리 미네르바는 승리와 전투욕에 불타기 보다는 최근에 죽은 자들을 동정하며 검을 아래로 둔 모습으로 종종 묘사된다. 고대 로마에서, 미네르바의 용감함은 다른 곳들 보다 덜 강조된다.

### 로마 주화
미네르바는 각기 다른 로마 황제들의 주화에 나타나 있다. 주로 여신의 특징들에 속하는 올빼미와 창을 들고 있는 주화의 뒷면에 새겨져 있다.

## 에트루리아의 멘르바
이탈리아족계 달의 여신 *Meneswā ('측정하는 자')에서 생겨난 에트루리아인들은 앞에 언급한 여신의 영향을 받은 고대 라틴어 명칭, *Menerwā로 받아들였고, 따라서 이렇게 받아들인 신을 멘르바라고 불렀다. 이 신에 대한 로마인들의 명칭인 미네르바는 이 에트루리아 신화에서 기원을 한 것으로 추정한다. 미네르바는 지혜, 전쟁, 예술, 교육, 상업의 여신이었으며, 그리스 신화의 아테나의 에트루리아 대응신이기도 했다. 아테나처럼 미네르바는 자신의 출생을 막으려고 어머니를 삼켜버린 아버지인 유피테르 (그리스신 제우스) 머리에서 나왔다.
민간어원의 과정에서, 로마인들은 미네르바의 이국적 이름을 "마음"을 뜻하는 mens 같은 라틴어 단어들에 있는 어근 men-으로 연결할 수 있었으며, 아마도 여신으로서 그녀의 면목 중 하나가 지적인 것과 어울렸기 때문으로 보인다. mens라는 단어는 '마음'을 뜻하는 원시 인도 유럽어 어근 *men- (기억을 뜻하는 그리스어의 므네모시네/μνημοσύνη와 므네스티스/μνῆστις: 기억, 추억, 회상, 기억을 뜻하는 산스크리트어 manush 등과 관련 )에서 생겨났다.
에트루리아의 멘르바는 로마의 카피톨리누스 삼신인 유피테르-유노-미네르바와 유사한, 티니아, 우니와 함께 에트루리아의 신성한 삼신 중 한 명이었다.

## 같이 보기
- 미네르바의 부엉이